# Tampereen Pyrintö
Tampereen Pyrintö to sekcja koszykówki Tampereen Pyrintö. Drużyna powstała 1941. Drużyna rozgrywa domowe mecze na hali Pyynikin palloiluhalli.

## Trofea
- Mistrz Finlandii: 2010, 2011, 2014
- Puchar Finlandii: 1969, 2013

## Znani zawodnicy
- Antti Nikkilä
- Mikko Koskinen
- Joni Harjula
- Heino Enden
- Eric Washington